# Frits Sano
Frits Benedictus J. Th. Sano (Antwerpen, 8 februari 1871 - Geel, 4 september 1946) was een Belgische dokter in de geneeskunde en psychiater.

## Leven
Frits Sano werd geboren op 8 februari 1871 in een geneesherenfamilie. Hij studeerde af als doctor in de geneeskunde aan de Universiteit Brussel in 1895 waarna hij neurologie ging studeren bij Oppenheim in Berlijn en in Salpêtrière in Parijs. Na zijn studies werd hij werkzaam als arts in Antwerpen en als geneesheer in de gastziekenhuizen. In 1902 was hij medestichter van de school voor ziekenverpleging in het Stuivenberggasthuis, waar hij een aantal jaren leraar en rector was. Een paar jaar later in 1907 werd hij hoofdgeneesheer van de afdeling voor geestesziekten. Tijdens het uitbreken van de Eerste Wereldoorlog in 1914 verhuisde hij naar Londen waar hij werkte in het histopathologisch laboratorium van het Clayburg Asylum en als consulterend neuroloog in het Mauley Hospitaal. Na de oorlog keerde hij terug in 1919 en werd aangesteld als hoofdgeneesheer en directeur van de Rijkskolonie voor geesteszieken in Geel. De Tweede Wereldoorlog zorgde ervoor dat zijn activiteiten bijna volledig onderbroken werden en zowel zijn woonst als bibliotheek ontnomen werden. Sano bracht talrijke publicaties uit over het histologisch onderzoek van zenuwen en hersenen en over voorgestelde vernieuwingen en verbeteringen in de gezondheidszorg die gepubliceerd werden in nationale en internationale tijdschriften en op congressen in België, Frankrijk, Nederland, Duitsland en de Verenigde Staten. Hij was ook een van de stichters van het Tijdschrift voor verpleegkunde en van de congressen voor verpleegkunde en sociale geneeskunde die tussen 1920 en 1940 enkele keren vergaderden. Daarnaast was Sano lid van het comité dat in 1905 begon met de uitgave van de Geneeskundige en Heelkundige Bladen, die de voorloper was van het Vlaams Geneeskundig Tijdschrift. In 1938 maakte hij deel uit van de 15 leden die door Leopold III benoemd werden als stichters van de Koninklijke Vlaamse Academie voor Geneeskunde van België. Sano was ook lid van de Nederlandse vereniging voor Psychiatrie en Neurologie, van de Société de Neurologie, van de Société Médico-Psychologique van Parijs, van de Medico-Psychological Association of Great Britain and Ireland, secretaris van de Journal de Neurologie et de Psychiatrie, redactielid van de Archives Internationales de Neurologie, de Médecine Mentale et des Maladies Héréditaires en medestichter van de "Société Belge de Neurologie". Sano was getrouwd met Edith Maertens.

## Werken
Een aantal van zijn werken zijn:
- Een algemeen plan van het zenuwstelsel, 1898
- Amyotrophie progressive primitive, 1897
- Les amyotrophies progressives, 1897
- Anastomoses et plexus radiculaires, 1898
- Bau, Einrichtung und Organisation psychiatrischer Stadtasyle von A. Dannemann: analyse, 1901
- De behandeling van minderwaardige misdrijf-plegers, 1910
- Bewegingskernen in het ruggemerg der werveldieren, 1905
- Un cas d'amyotrophie progressive d'origine traumatique, 1899
- Un cas de catatonie, 1901
- Un cas de méningite syphilitique frontale, 1899
- Un cas de paralysie d'origine scarlatineuse, 1898
- Un cas de paralysie postdiphtéritique avec autopsie, 1896
- Un cas de rage humaine suivi d'autopsie, 1900
- Un cas de spina bifida avec agénésie radiculaire et cordonale, 1900
- Un cas de tuberculose de la protubérance annulaire, 1899
- Cellules nerveuses à deux noyaux: contribution à l'étude des réactions inflammatoires dans le tissu nerveux, 1901
- Cerveau atrophique, 1908
- La collation des aliénés indigents à Schaerbeek, 1901
- La collocation des aliénés indigents à Schaerbeek, 1901
- Congrès international de l'assistance des aliénés et spécialement de leur assistance familiale, tenu à Anvers du 1 au 7 septembre 1902 : rapports et compte-rendu des séances, 1903
- Considération sur les noyaux moteurs médullaires innervant les muscles, 1901
- Contribution à l'étude de l'aphasie sensorielle, 1897
- Contribution à l'étude de la pathologie de la cellule pyramidale et des localisations motrices dans le télencéphale, 1900
- Contribution à l'étude du réflexe cutané du pied, 1901
- De l'indépendance fonctionnelle des centres corticaux du langage, 1897
- De l'organisation des asiles-dépôts en Belgique, 1899
- De la constitution des noyaux moteurs médullaires: localisation médullaires motrices et sensitives, 1898
- De la durée du séjour des aliénés dans les établissements provisoires, 1901
- De la langue des sciences en général et de l'emploi de la langue nationale en particulier, 1899
- De la pédologie, 1899
- De nieuwe afdeeling voor geestesziekten op Stuivenberggasthuis te Antwerpen, 1907
- Des hémiplégies infantiles, 1899
- Des localisations des fonctions motrices de la moëlle épinière: résumé et discussion du rapport sur cette question, 1905
- Du régime des aliénés à Anvers, 1899
- Infantilisme myxoedémateux, 1898
- Inleiding tot de lessen voor ziekenverpleging aan de burgerlijke gasthuizen te Antwerpen, 1902
- Inleiding tot de studie van het vijfde halssegment bij den mensch, 1901
- James Henry Pullen, the genius of Earlswood, 1918
- Lésions anatomo-pathologiques de la rage chez l'homme et chez les animaux, 1899 - 1900
- Lessen over krankzinnigenverpleging, 1911
- Les localisations des fonctions motrices de la moelle épinière, 1898
- Les localisations motrices dans la moelle lombo-sacrée, 1897
- La loi sur le régime des aliénés, 1899
- Le mécanisme des réflexes: abolition du réflexe rotulien malgré l'intégrité relative de la moelle lombo-sacré, 1898
- Morphological investigations upon the convolutional pattern of relative brains in man, 1917
- Myélite aiguë d'origine blennorrhagique suivie d'autopsie, 1900
- Nucleus diaphragmae: étude sur l'origine réelle du nerf diaphragmatique, 1898
- Over krankzinnigen-verpleging in groote steden, 1900
- Pachymeningitis cervicalis hypertrophica, 1898
- Paralysie labio-glosso-laryngée (atrophie chronique des noyaux moteurs de la protubérance et du bulbe), 1900
- Quelques faits constatés à l'autopsie d'aliénés: allocution présidentielle, 1908
- Quelques remarques d'expérience clinique personnelle concernant l'alcool en thérapeutique, 1900
- Réponse à la communication du Dr. R. Ley: Quelques cas de chirurgie chez les aliénés, 1911
- Revue des aphasies (Bastian, Pitres, Dejerine et Sérieux), 1898
- La riforma dell'internamento degli alienati nel Belgio, 1899
- Section ancienne du nerf médian-suture-prétendu retour immédiat de la sensibilité, 1898
- Section partielle du nerf médian suture-restauration fonctionnelle, 1899
- Spasme bilatéral de la face et du cou, 1898
- La statistique des aliénés à Anvers, 1899
- Syndrôme syringomyélique étendu uni-latéral, 1901
- Van dolende kinderen, 1900
- Une visite à l'hôpital de Rotterdam, 1905
- Vlaamsche geneeskundige literatuur vóór de 19e eeuw, 1898
- Voor en tegen de neuronenleer, 1899
- Voorposten van krankzinnigenverpleging: met een ontwerp van stadsasiel, 1902
- Het zenuwstelsel en de onderlinge betrekkingen der organen, 1897
- Het zenuwstelsel van den mensch, 1899
- Het zenuwstelsel van den mensch: lessen gegeven aan de leden van den onderwijzerskring De Amicis, 1901-1902, 1902